# Marce della morte

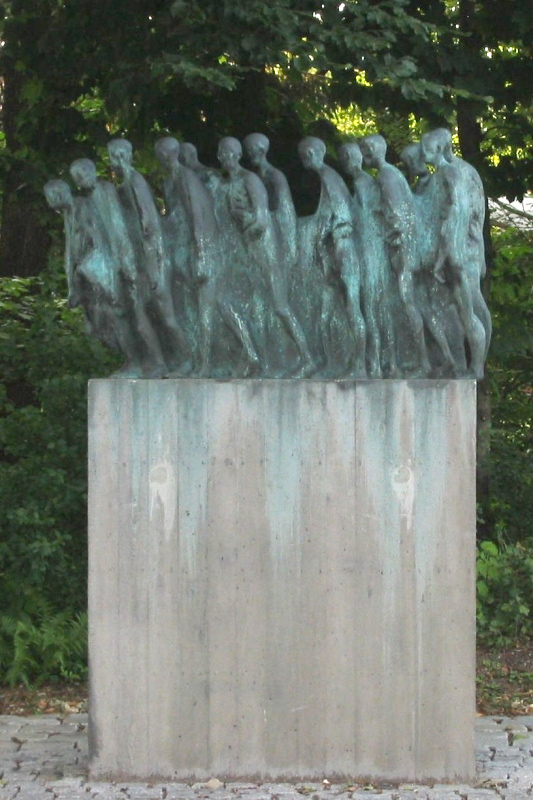
Monumento commemorante le marce della morte ubicato nel campo di concentramento di Dachau

Il termine marce della morte (in tedesco Todesmärsche) si riferisce ai movimenti forzati di decine di migliaia di prigionieri, principalmente ebrei ma anche prigionieri di guerra, civili, omosessuali e Testimoni di Geova, dai campi di concentramento situati nella odierna Polonia, che nell'inverno del 1944-45 stavano per essere raggiunti dalle forze sovietiche, verso altri lager all'interno della Germania.

## Storia
Nel 1944, ormai verso la fine della seconda guerra mondiale, le forze di Stati Uniti e Gran Bretagna muovevano verso i campi di concentramento, provenendo da ovest, mentre le forze dell'Unione Sovietica avanzavano da est. I nazisti decisero perciò di abbandonare i campi minacciati, trasferendo gli internati e distruggendo le prove delle atrocità commesse. Tra le diverse marce effettuate le principali furono quelle tra: Flossenbürg e Ratisbona di 380 chilometri, Berga e Plauen di 275 chilometri e tra Neuengamme e Sandbostel di 345 chilometri.
I prigionieri, già estenuati da mesi o anni di violenze e privazioni, vennero obbligati a marciare per decine di chilometri, nella neve, verso le stazioni ferroviarie; successivamente vennero caricati senza cibo o riparo su tradotte formate da carri bestiame aperti, stipati fino al limite della capienza. Una volta giunti a destinazione, spesso dopo interi giorni di viaggio esposti alle intemperie, alla fame e alla sete, vennero obbligati a marciare nuovamente per raggiungere i nuovi campi di destinazione; coloro che non riuscivano a seguire le colonne in marcia vennero brutalmente uccisi dalle guardie di scorta che seguivano la colonna, e che si occupavano di finire con un colpo in testa tutti i prigionieri moribondi o stremati dalla stanchezza, che si accasciavano durante la marcia.

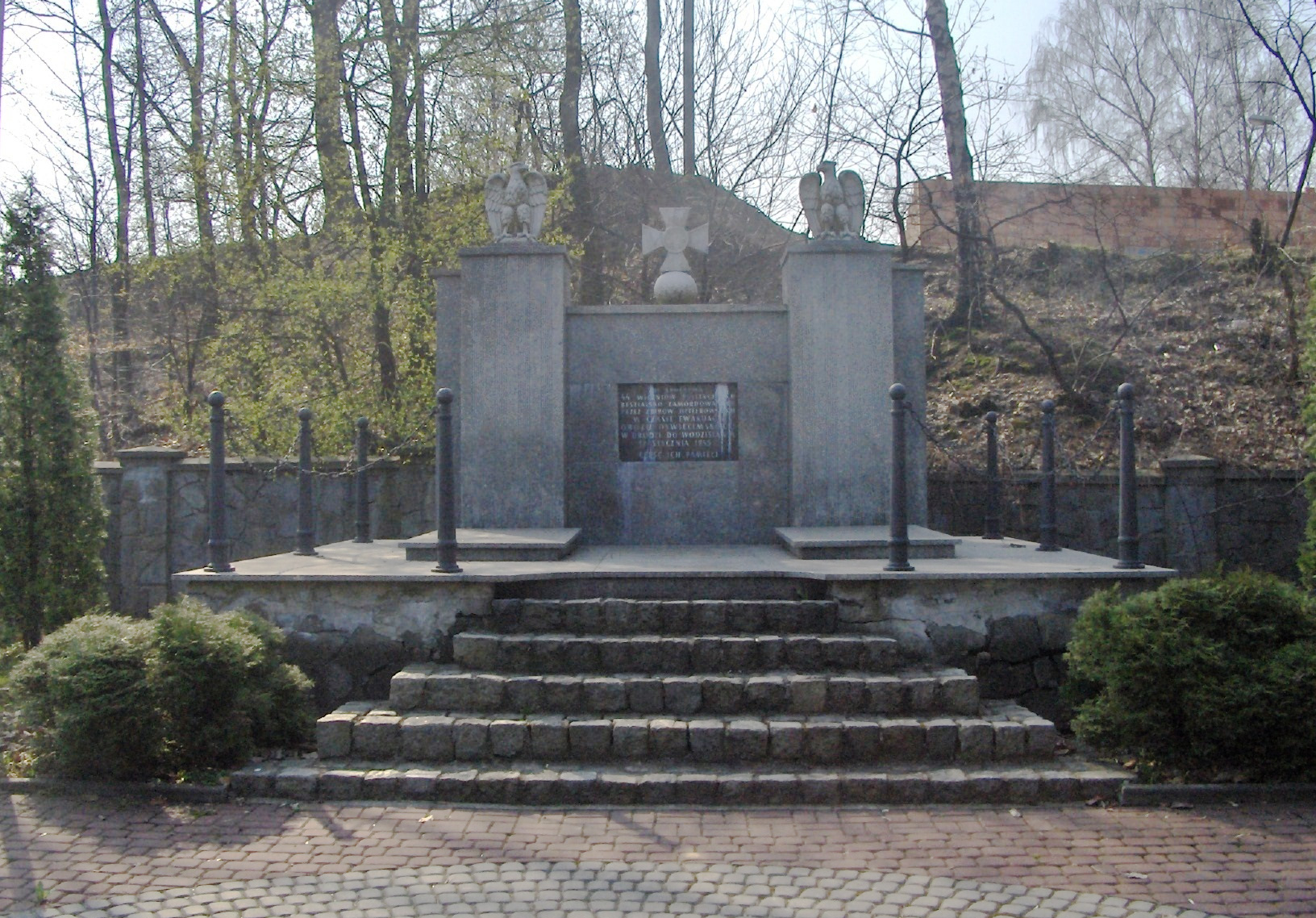
Monumento alle marce della morte Wodzisław Śląski

La più vasta e meglio conosciuta marcia della morte avvenne nel gennaio 1945, quando le forze sovietiche avanzando in Polonia giunsero nei pressi del campo di sterminio di Auschwitz, ed i nazisti decisero di trasferire nell'interno della Germania i prigionieri del campo. Circa 80.000 prigionieri furono obbligati ad una terribile marcia in direzione di Wodzislaw (ad una cinquantina di chilometri di distanza), per poi essere caricati su treni trasporto merci ed inviati a destinazione. Circa 15.000 internati non sopravvissero e si abbandonarono lungo la strada, prontamente uccisi con un colpo alla nuca dai soldati della scorta.
I nazisti uccisero un grande numero di prigionieri prima, durante e dopo le marce della morte. Almeno 700 prigionieri di una colonna composta da 7.000 ebrei (6.000 erano donne) vennero uccisi durante una marcia durata dieci giorni, partita da alcuni campi nella regione di Danzica: raggiunto il mar Baltico i prigionieri sopravvissuti vennero spinti verso il mare per essere uccisi. Il 14 aprile 1945, il capo delle SS Heinrich Himmler aveva decretato che non un solo deportato doveva cadere vivo nelle mani degli Alleati. Ciò per cancellare testimoni scomodi delle atrocità dei campi nazisti. L'ultimo programma agghiacciante di sterminio prevedeva di caricare tutti i deportati su navi come il Cap Arcona, il Thielbek, l'Athen e il Deutschland, ancorate nella baia di Lubecca, e una volta al largo affondarle con tutto il loro carico umano chiuso dentro. Le navi erano già requisite per il funesto disegno. Imbarcati i prigionieri, stipati all'inverosimile nell'attesa di salpare, il 3 maggio 1945 ci fu un forte bombardamento inglese; su 4.500 detenuti del Cap Arcona si contarono 316 superstiti; sui 2.800 del Thielbek solo 50. Più fortunati quelli dell'Athen, che riuscirono a salvarsi tutti. Ma in totale, nel corso di questo raid aereo furono uccisi in meno di mezz'ora 7.500 prigionieri dei lager nazisti di 28 nazionalità diverse. Nell'euforia della vittoria, i giornali britannici e internazionali menzionarono solo il «brillante attacco» degli aerei inglesi.

## Alcuni esempi
- Elie Wiesel, un sopravvissuto all'Olocausto e vincitore del Premio Nobel per la pace nel 1986, fu costretto insieme al padre, Shlomo, ad effettuare una marcia della morte da Auschwitz a Buchenwald. La storia di questa tragica esperienza è descritta nel suo racconto del 1958 La notte.
- Primo Levi narra nel suo libro Se questo è un uomo i preparativi e la partenza degli internati del campo di Auschwitz per la marcia, dalla quale egli si salvò grazie al ricovero nell'ospedale del campo.
- Maurice Sachs, scrittore francese, morì il 14 aprile 1945 durante una marcia della morte dalla prigione di Fuhlsbüttel verso Kiel.
- Liliana Segre, deportata a 13 anni ad Auschwitz, fu liberata l'anno successivo mentre percorreva la marcia della morte. La sua storia è raccontata nel libro La memoria rende liberi, scritto da Enrico Mentana.
- Johann Friedländer, già Feldmarschallleutnant dell'esercito austriaco prima dell'Anschluss, deportato ad Auschwitz in base alle leggi razziali di Norimberga, fu assassinato con due colpi di pistola il 3 marzo 1945 dall'Oberscharführer delle SS Bruno Schlager nei pressi di Pszczyna.
- Giorgio Tedeschi, architetto a Torino e marito di Giuliana Fiorentino Tedeschi, morì nella marcia della morte da Auschwitz il 25 gennaio 1945.
- Sofija Kaufmann, nata il 27 luglio 1891, medico, fu deportata insieme alla madre Etta Blinder ed alla collega Bianca Morpurgo; partirono con il treno del 30 gennaio 1944, il secondo convoglio di prigionieri ebrei diretto ad Auschwitz-Birkenau; Sofia sopravvisse al campo e affrontò la marcia della morte, fu liberata il 15 maggio 1945; morì a Roma nell'agosto del 1994. La sua storia è raccontata nel libro I campi della morte in Germania nel racconto di una sopravvissuta (Milano: Sonzogno, 1945), scritto da Alberto Cavaliere.

## Altri significati
Il termine generico "marcia della morte" è stato utilizzato in molti altri casi ed ha origine dalla pubblicistica statunitense sui crimini di guerra perpetrati dai giapponesi nella cosiddetta "marcia della morte di Bataan".